# 克龙斯
克龙斯（法語：Cronce，法語發音：[kʁɔ̃s]）是法国上卢瓦尔省的一个市镇，属于布里尤德区。

## 地理
克龙斯（45°5'33"N, 3°21'38"E）面积16.15 平方千米，位于法国奥弗涅-罗讷-阿尔卑斯大区上盧瓦爾省，该省份为法国中南部省份，北起多姆山省和卢瓦尔省，西接康塔爾省，南至洛泽尔省，东临阿尔代什省。
与克龙斯接壤的市镇（或旧市镇、城区）包括：沙泽勒、阿尔莱、沙斯泰勒、费吕萨克、皮诺勒、圣奥斯特勒穆瓦纳。

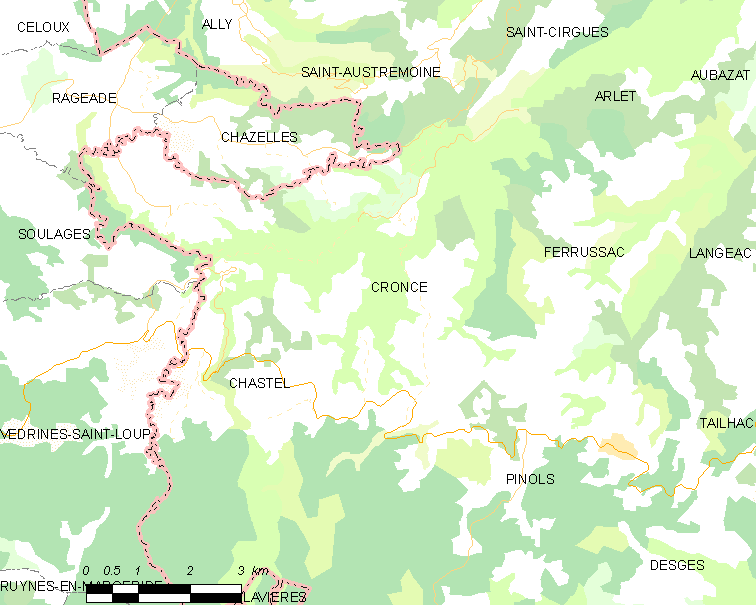
克龙斯的OSM定位图

克龙斯的时区为UTC+01:00、UTC+02:00（夏令时）。

## 行政
克龙斯的邮政编码为43300，INSEE市镇编码为43082。

## 政治
克龙斯所属的省级选区为拉法耶特地区县。

## 人口

1962-2008年间克龙斯人口变化图示

克龙斯于2022年1月1日时的人口数量为70人。